# Jistebnice
Jistebnice è una città della Repubblica Ceca facente parte del distretto di Tábor, in Boemia Meridionale.
Jistebnice ha ottenuto lo status di città con il decreto n. 23 del Presidente della Camera dei Deputati del 17 ottobre 2011.